# Temporada 1992 del Campeonato Mundial de Superbikes
La Temporada 1992 del Campeonato Mundial de Superbikes fue la quinta temporada del Campeonato Mundial de Superbikes, que empezó el 5 de abril en el Circuito de Albacete y terminó el 25 de octubre en Circuit Chris Amon.
Doug Polen se proclamó campeón con 9 victorias y Ducati se adjudicó la clasificación de escuderías.

## Calendario y resultados
| Ronda | Ronda | Gran Premio       | Fecha            | Superpole         | Vuelta Rápida     | Piloto Ganador    | Equipo Ganador              |
| ----- | ----- | ----------------- | ---------------- | ----------------- | ----------------- | ----------------- | --------------------------- |
| 1     | R1    | Albacete          | 5 de abril       | Giancarlo Falappa | Aaron Slight      | Aaron Slight      | Team Moving Kawasaki        |
| 1     | R2    | Albacete          | 5 de abril       | Giancarlo Falappa | Daniel Amatriain  | Raymond Roche     | Team Raymond Roche Ducati   |
| 2     | R1    | Donington         | 20 de abril      | Carl Fogarty      | Carl Fogarty      | Raymond Roche     | Team Raymond Roche Ducati   |
| 2     | R2    | Donington         | 20 de abril      | Carl Fogarty      | Carl Fogarty      | Carl Fogarty      | [Fogarty]                   |
| 3     | R1    | Hockenheim        | 10 de mayo       | Doug Polen        | Fabrizio Pirovano | Doug Polen        | Team Police Ducati          |
| 3     | R2    | Hockenheim        | 10 de mayo       | Doug Polen        | Rob Phillis       | Doug Polen        | Team Police Ducati          |
| 4     | R1    | Spa Francorchamps | 24 de mayo       | Giancarlo Falappa | Doug Polen        | Rob Phillis       | Team Moving Kawasaki        |
| 4     | R2    | Spa Francorchamps | 24 de mayo       | Giancarlo Falappa | Doug Polen        | Doug Polen        | Team Police Ducati          |
| 5     | R1    | Jarama            | 21 de junio      | Doug Polen        | Fabrizio Pirovano | Rob Phillis       | Team Moving Kawasaki        |
| 5     | R2    | Jarama            | 21 de junio      | Doug Polen        | Doug Polen        | Doug Polen        | Team Police Ducati          |
| 6     | R1    | Österreichring    | 28 de junio      | Raymond Roche     | Giancarlo Falappa | Giancarlo Falappa | Team Police Ducati          |
| 6     | R2    | Österreichring    | 28 de junio      | Raymond Roche     | Rob Phillis       | Giancarlo Falappa | Team Police Ducati          |
| 7     | R1    | Mugello           | 19 de julio      | Raymond Roche     | Raymond Roche     | Raymond Roche     | Team Raymond Roche Ducati   |
| 7     | R2    | Mugello           | 19 de julio      | Raymond Roche     | Raymond Roche     | Raymond Roche     | Team Raymond Roche Ducati   |
| 8     | R1    | Johor             | 23 de agosto     | Giancarlo Falappa | Trevor Jordan     | Raymond Roche     | Team Raymond Roche Ducati   |
| 8     | R2    | Johor             | 23 de agosto     | Giancarlo Falappa | Raymond Roche     | Doug Polen        | Team Police Ducati          |
| 9     | R1    | Sugo              | 30 de agosto     | Doug Polen        | Fabrizio Pirovano | Doug Polen        | Team Police Ducati          |
| 9     | R2    | Sugo              | 30 de agosto     | Doug Polen        | Kevin Magee       | Doug Polen        | Team Police Ducati          |
| 10    | R1    | Assen             | 13 de septiembre | Doug Polen        | Raymond Roche     | Doug Polen        | Team Police Ducati          |
| 10    | R2    | Assen             | 13 de septiembre | Doug Polen        | Raymond Roche     | Giancarlo Falappa | Team Police Ducati          |
| 11    | R1    | Monza             | 29 de septiembre | Doug Polen        | Fabrizio Pirovano | Fabrizio Pirovano | Diemme Racing Team          |
| 11    | R2    | Monza             | 29 de septiembre | Doug Polen        | Fabrizio Pirovano | Fabrizio Pirovano | Diemme Racing Team          |
| 12    | R1    | Phillip Island    | 18 de octubre    | Doug Polen        | Aaron Slight      | Kevin Magee       | Peter Jackson Yamaha Racing |
| 12    | R2    | Phillip Island    | 18 de octubre    | Doug Polen        | Aaron Slight      | Raymond Roche     | Team Raymond Roche Ducati   |
| 13    | R1    | Manfeild          | 25 de octubre    | Giancarlo Falappa | Aaron Slight      | Doug Polen        | Team Police Ducati          |
| 13    | R2    | Manfeild          | 25 de octubre    | Giancarlo Falappa | Doug Polen        | Giancarlo Falappa | Team Police Ducati          |